# Omaru-gawa
Le fleuve Omaru (小丸川, Omaru-gawa) est un cours d'eau s'écoulant sur l'île de Kyūshū. La rivière traverse le district de Higashiusuki ainsi que la ville de Hyūga et le district de Koyu.
En 2000, le débit de la rivière était de 30,35 m3/s pour une longueur de 73 km et un bassin de 474 km2.

## Bassin fluviale
Le bassin fluvial s'étend sur la préfecture de Miyazaki.
- Préfecture de Miyazaki
  - District de Higashiusuki
    - Shiiba
    - Misato

  - Hyūga
  - District de Koyu
    - Kijō
    - Takanabe

## Infrastructures

### Centrale hydroélectrique
La force du courant de la rivière fait tourner les turbines de la centrale hydroélectrique d'Omarugawa lors de son passage dans la ville de Kijō.

### Barrages
Au cours de son parcours, l'Omarugawa rencontre les trois barrages suivants :
- japonais : 松尾ダム
- japonais : 戸崎ダム
- japonais : 川原ダム

### Ponts
Il y a sept ponts qui enjambent la rivière :
- japonais : 川原橋
- japonais : 比木橋
- japonais : 高城橋[1]
- japonais : 竹鳩橋[1]
- japonais : 小丸大橋[1]
- japonais : 高鍋大橋[1]
- japonais : JR日豊本線